# Enicospilus chaoi
Enicospilus chaoi är en stekelart som beskrevs av Tang 1990. Enicospilus chaoi ingår i släktet Enicospilus och familjen brokparasitsteklar. Inga underarter finns listade i Catalogue of Life.